# Minh Hiếu
Minh Hiếu tên thật Nguyễn Thị Minh Hiếu (sinh ngày 23 tháng 2 năm 1944 tại Sài Gòn) là một nữ ca sĩ nhạc vàng, nổi tiếng từ cuối thập niên 1950, đầu thập niên 1960 tại miền Nam Việt Nam trước 1975.

## Cuộc đời
Minh Hiếu tên thật là Nguyễn Thị Minh Hiếu, sinh ngày 23 tháng 2 năm 1944 (có thông tin cô sinh năm 1942) tại Sài Gòn. Một số thông tin cho rằng ca sĩ Minh Hiếu được sinh ra ở Bình Long, tuy nhiên sự thật là cô được sinh ra ở Sài Gòn, rồi sau đó mới theo gia đình lên Bình Long khi đã 13-14 tuổi.
Cha của Minh Hiếu là nghệ sĩ Văn Ba – chuyên về hát chèo và hát bội, đã lưu lạc từ Bắc vào Nam từ đầu thập niên 1940. Tại Sài Gòn, ông phụ trách ban chèo cổ của đài phát thanh Pháp Á. Năm 1956, đài phát thanh này phải giải tán và chuyển giao lại cho chính quyền mới, nghệ sĩ Văn Ba gia nhập đoàn hát bội Đồng Tâm và đi lưu diễn khắp nơi, nhưng không được bao lâu thì đoàn hát này cũng tan rã. Vì mệt mỏi với cuộc đời nghệ sĩ lang thang nên cha của Minh Hiếu đã mang gia đình đến cư ngụ ở một quận lỵ nhỏ thuộc tỉnh Bình Long (nay là thị xã Bình Long tỉnh Bình Phước).
Đến năm 1959, mẹ của cô lâm bệnh nặng rồi qua đời. Cuộc sống trở nên vất vả, cô phụ giúp cha chăm lo mọi việc trong gia đình.
Tại vùng tỉnh lẻ Bình Long xa xôi, Minh Hiếu đã nổi tiếng khắp vùng khi thể hiện được năng khiếu ca hát xuất sắc tại quán cà phê của cha hàng đêm. Trong những đêm ca hát đó, Minh Hiếu đã rèn luyện được kỹ năng biểu diễn trước khán giả rất thuần thục.
Minh Hiếu có một người bạn thân từ thuở thời niên thiếu là Huỳnh Anh. Sau này trở thành một nhạc sĩ nổi tiếng với các ca khúc như "Mưa Rừng", "Rừng lá thay chưa."

## Sự nghiệp
Minh Hiếu bắt đầu đi hát từ rất sớm khi bà chỉ mới 14 tuổi vào thập niên 1950 tại Bình Long. Năm 16 tuổi, Minh Hiếu bắt đầu chuyển sang đi hát chuyên nghiệp và vào Sài Gòn. Nhờ vẻ đẹp cuốn hút và giọng hát đắm say lòng người, bà nhanh chóng trở thành ngôi sao sáng tại các phòng trà và trở thành một trong những ca sĩ nổi tiếng nhất Sài Gòn biểu diễn hàng đêm tại các quán bar và vũ trường lớn như Arc-en-Ciel, Tự Do, Bồng Lai, Anh Vũ, Hoà Bình và La Cigale. Minh Hiếu đã trở thành một trong những ca sĩ có dĩa nhạc bán chạy nhất tại Sài Gòn trong những năm đầu thập niên 1960.
Vào thập niên 1960 bà đã cộng tác với một số hãng thu âm lớn như 
hãng dĩa Continental, Dĩa hát Việt Nam và Hãng dĩa Sóng Nhạc, trong đó Sóng Nhạc tuyển lựa các bài đã thu trên dĩa nhựa thành một album tổng hợp là Sóng Nhạc 7.
Ca khúc đầu tiên đưa giọng ca Minh Hiếu lên đài danh vọng là Mảnh tình thương của Mạnh Giác, chứ không phải là bài Quen nhau trên đường về của Thăng Long sau này, như nhiều người lầm tưởng.

## Điện ảnh
Ngoài sự nghiệp âm nhạc, Minh Hiếu từng thử sức trong lĩnh vực điện ảnh khi mới 18 tuổi. Lúc đó Minh Hiếu đóng vai ca sĩ Thanh Thúy trong phim Thúy Đã Đi Rồi. Nhiều người nhận xét rằng ca sĩ Minh Hiếu sở hữu nhan sắc mỹ miều rất giống với nữ diễn viên người Mỹ nổi tiếng Elizabeth Taylor, nên được mệnh danh là Elizabeth Taylor của Việt Nam thời bấy giờ.

## Đời tư
Về sau bà lập gia đình với Trung tướng VNCH Nguyễn Phúc Vĩnh Lộc. Sau khi kết hôn, ca sĩ Minh Hiếu rời sân khấu trong sự nuối tiếc của khán giả ái mộ.
Sau năm 1975 bà định cư tại thành phố Houston, tiểu bang Texas, Hoa Kỳ, thỉnh thoảng bà có góp mặt trong một số chương trình văn nghệ, đại nhạc hội của Trung tâm ASIA.

## Những ca khúc được viết tặng

### Trần Thiện Thanh
- Hoa trinh nữ (1962)[8]
- Không bao giờ ngăn cách (1964)

### Lam Phương
- Biển tình (1964)[9]
- Em là tất cả (1965)[10]
- Biết đến bao giờ (1965)[11]

## Các tiết mục trình diễn trên sân khấu

### Trung tâm Asia
| STT | Tiết Mục                                                                  | Thể hiện với | Chương trình | Năm  |
| 1   | Khách mời đặc biệt trong chương trình                                     | Không        | ASIA 50      | 2006 |
| 2   | LK Quen Nhau Trên Đường Về (Thăng Long), Đường Xưa Lối Cũ (Hoàng Thi Thơ) | Thanh Tuyền  | ASIA 55      | 2007 |
| 3   | Tôi Đi Tìm Lại Một Mùa Xuân (Đoàn Nguyên)                                 | Lâm Thúy Vân | ASIA 60      | 2008 |
| 4   | Tiếng Ca Đó Về Đâu (Châu Kỳ)                                              | solo         | ASIA 73      | 2013 |
| 5   | LK Kiếp Cầm Ca, Mưa Rừng (Huỳnh Anh)                                      | Thanh Thúy   | ASIA 75      | 2014 |
| 6   | Việt Dzũng trong trái tim Việt Nam (Anh Bằng)                             | Hợp ca       | ASIA 75      | 2014 |